# Porozumienie z Taif
Porozumienie z Taif (arab. اتفاقية الطائف) – porozumienie kończące libańską wojnę domową zawarte 22 października 1989 roku w Taif w Arabii Saudyjskiej. Weszło w życie 4 listopada 1989 roku. Porozumienie zwane jest również Kartą Zgody Narodowej.
Pod koniec września 1989 roku dzięki mediacji Ligi Państw Arabskich zwołano w Taif parlament libański. 22 października podpisano tam tzw. Kartę Zgody Narodowej, co jest uważane za punkt zwrotny w wojnie domowej w Libanie. Porozumienie przewidywało daleko idące reformy polityczne umacniając pozycję premiera kosztem prezydenta. Nadzór nad jej realizacją powierzono Syrii, z którą według Karty łączą Liban specjalne stosunki.
W 1990 roku zgodnie z Kartą Zgody Narodowej wprowadzono poprawki do konstytucji dające większą władzę muzułmanom, a 24 grudnia 1990 powstał rząd jedności narodowej z prosyryjskim sunnitą Umarem Karamim na czele. Był on mocno krytykowany przez niektóre ugrupowania, lecz zdołał się utrzymać.
Od 6 lutego 1991 roku, po raz pierwszy od izraelskiej operacji „Litani” z 1978 roku, oddziały armii libańskiej zaczęto rozmieszczać na południu kraju. 28 marca 1991 roku rząd ogłosił decyzje o rozwiązaniu wszystkich libańskich i nielibańskich milicji do 30 kwietnia. Walki jeszcze trwały, ale wraz z opuszczeniem Libanu przez stojącego w opozycji do porozumienia z Taif gen. Michela Aouna (29 sierpnia 1991) zaczęły stopniowo wygasać.